# Centrosom

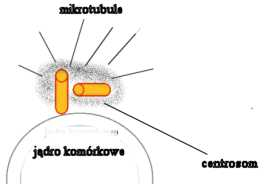
Centrosom w stadium interfazy.

Centrosom (łac. centrum ‘środek’, gr. sṓma ‘ciało’), śródciałko, ciałko środkowe – niewielka, wyspecjalizowana struktura występująca w pobliżu jądra komórkowego zwierząt i plechowców (roślin niższych). Składa się z pary centrioli (diplosomu) oraz amorficznej macierzy białkowej, z której podczas interfazy wyrastają liczne mikrotubule (których końce „+” znajdują się poza macierzą). W okresie poprzedzającym podział komórki centrosom ulega duplikacji. W rezultacie powstają dwa centrosomy (każdy z dwiema centriolami), które rozsuwają się do przeciwległych biegunów komórki. Mikrotubule wyrastające z dwóch, rozmieszczonych biegunowo, centrosomów tworzą wrzeciono kariokinetyczne (podziałowe).